# 豪尔赫·伊瓜因
豪尔赫·尼古拉斯·希古恩（1957年6月8日-）是一名前阿根廷足球后衛，他曾在博卡青年競技俱樂部
河床競技俱樂部、聖羅倫素競技等球隊效力。
豪尔赫的妻子南希·扎卡里亞斯是一名藝術家，他们育有四個兒子：尼古拉斯、費特力高、岡薩洛和勞塔羅。 其中費特力高、岡薩洛也成為了足球運動员，他們在河床俱樂部開始了自己的職業生涯。費特力高·伊瓜因現在效力於美國職業足球大聯盟的哥倫布機员足球俱乐部，而岡薩洛·伊瓜因则在意甲球队AC米蘭。
豪尔赫还持有法国护照。

## 荣誉
| 赛季          | 俱乐部 | Title                      |
| ------------- | ------ | -------------------------- |
| 1989年–1990年 | 河床   | Primera División Argentina |
| 1991 Apertura | 河床   | Primera División Argentina |